# Peru (Wisconsin)
Peru es un pueblo ubicado en el condado de Dunn en el estado estadounidense de Wisconsin. En el Censo de 2010 tenía una población de 242 habitantes y una densidad poblacional de 4,73 personas por km².

## Geografía
Peru se encuentra ubicado en las coordenadas 44°43′12″N 91°48′39″O / 44.72000, -91.81083. Según la Oficina del Censo de los Estados Unidos, Peru tiene una superficie total de 51.19 km², de la cual 48.18 km² corresponden a tierra firme y (5.88%) 3.01 km² es agua.

## Demografía
Según el censo de 2010, había 242 personas residiendo en Perú. La densidad de población era de 4,73 hab./km². De los 242 habitantes, Peru estaba compuesto por el 98.76% blancos, el 0.41% eran afroamericanos, el 0.41% eran amerindios, el 0.41% eran asiáticos, el 0% eran isleños del Pacífico, el 0% eran de otras razas y el 0% pertenecían a dos o más razas. Del total de la población el 0% eran hispanos o latinos de cualquier raza.